# AGHトヨタ札幌
AGHトヨタ札幌株式会社は、北海道札幌市豊平区に本社を置くトヨタ自動車の販売会社。

## 概要
2024年10月1日、アンビシャスグループ北海道は傘下のトヨタカローラ札幌、札幌トヨペット、ネッツトヨタ函館の3社を統合し、2025年4月1日付で新会社AGHトヨタ札幌株式会社の設立を発表した。
トヨタ自動車販売店の全車種併売化により、3社とも同じ車種を販売しているため、統合により管理部門を合理化し、民間車検を担う指定工場の人員の異動をしやすくし、将来的には集約も視野に入れる。
2025年4月1日、トヨタカローラ札幌はAGHトヨタ札幌に社名変更し、同日付で札幌トヨペット、ネッツトヨタ函館を合併した。

## 沿革
2024年10月1日 - トヨタカローラ札幌、札幌トヨペット、ネッツ トヨタ函館の統合を発表
2025年4月1日 - 3社を統合し、AGHトヨタ札幌株式会社設立

## 店舗

### 石狩地区

#### 札幌市内
- 本社・本店 - 札幌市豊平区美園3条6丁目3-10
- 月寒店 - 札幌市豊平区月寒東1条14丁目1-1
- ダイハツ豊平 - 札幌市豊平区美園3条6丁目3-3
- 札幌店（旧札幌トヨペット本店） - 札幌市中央区南6条西6丁目9
- 北二条店 - 札幌市中央区北2条東2丁目1
- 南九条店 - 札幌市中央区南8条西7丁目1037-32
- 山鼻店 - 札幌市中央区南17条西11丁目1-1
- ジョイック藻岩 - 札幌市中央区南30条西11丁目3-10
- 新琴似店 - 札幌市北区新琴似8条16丁目1-1
- ジョイック新琴似 - 札幌市北区新琴似7条4丁目1-40
- 篠路店 - 札幌市北区篠路1条4丁目6-20
- 篠路4条店（旧カローラ札幌篠路店） - 札幌市北区篠路4条1丁目1-1
- 北店 - 札幌市東区北32条東1丁目5-15
- 東苗穂店 - 札幌市東区東苗穂8条3丁目1-2
- ジョイック東苗穂 - 札幌市東区本町2条10丁目3-15
- 元町店（旧札幌トヨペットクルマックスモトマチ） - 札幌市東区北13条東15丁目3-10
- ジョイック百合が原 - 札幌市東区北48条東16丁目3-10
- ジョイック美香保 - 札幌市東区北18条東15丁目4-1
- 白石店 - 札幌市白石区中央2条1丁目5-55
- ジョイック白石 - 札幌市白石区本通10丁目北1-20
- 北郷店 - 札幌市白石区北郷4条9丁目2-17
- ジョイック南郷通 - 札幌市白石区南郷通21丁目南3-30
- ジョイック西 - 札幌市西区西町南10丁目1-32
- 琴似店 - 札幌市西区二十四軒3条7丁目4-21
- 二十四軒店 - 札幌市西区二十四軒3条2丁目1-25
- 八軒店 - 札幌市西区八軒5条西10丁目5-1
- 発寒店 - 札幌市西区発寒13条3丁目7-48
- GR Garage札幌西 - 札幌市西区西町南10丁目1
- 手稲店 - 札幌市手稲区富丘3条5丁目1-40
- 西手稲店（旧カローラ札幌手稲店） - 札幌市手稲区富丘3条5丁目6-1
- 藤野店 - 札幌市南区藤野2条7丁目2-3
- 藻岩店 - 札幌市南区南37条西11丁目7-3
- ジョイック澄川 - 札幌市南区澄川4条3丁目3-18
- 厚別店 - 札幌市厚別区厚別中央2条1丁目2-33
- アンビシャス厚別通 - 札幌市厚別区厚別西5条3丁目1-10（GR Garage札幌厚別通併設）
- ジョイック清田 - 札幌市清田区真栄1条2丁目1-12
- 美しが丘店 - 札幌市清田区美しが丘4条5丁目2-1
- 企業営業本部 - 札幌市豊平区平岸7条13丁目2-47
- AGH納車センター豊平 - 札幌市豊平区美園3条5丁目3-8
- 法人メンテナンスセンター - 札幌市豊平区美園3条5丁目3-24

#### 札幌市外
- ジョイック花川 - 石狩市花川南8条1丁目58
- 恵庭店 - 恵庭市和光町1丁目1-1
- ジョイック恵庭 - 恵庭市柏陽町3丁目194-163
- 江別店 - 江別市弥生町6-1
- ジョイック江別 - 江別市弥生町34-13
- 北広島店 - 北広島市共栄31-1
- 千歳店 - 千歳市青葉1丁目11-3
- ジョイック千歳 - 千歳市上長都963-2

### 空知地区
- 岩見沢店 - 岩見沢市4条東13丁目6
- ジョイック岩見沢 - 岩見沢市5条東15丁目7-6
- 芦別店 - 芦別市北7条西4丁目3-1
- 滝川店 - 滝川市流通団地1丁目1-34
- 滝川黄金店（旧札幌トヨペット滝川店） - 滝川市黄金町東2丁目1-5
- 美唄店 - 美唄市字美唄1120-1（ダイハツ美唄併設）
- 由仁店 - 夕張郡由仁町古川117（ダイハツ由仁併設）

### 後志地区
- 小樽店 - 小樽市奥沢1丁目24-23
- ジョイック小樽 - 小樽市奥沢1丁目14-10
- 岩内店 - 岩内郡岩内町字東山69-3
- 岩内共和店（旧札幌トヨペット岩内店） - 岩内郡共和町梨野舞納54-13
- 倶知安店 - 虻田郡倶知安町字高砂99-1
- 倶知安南店（旧札幌トヨペット倶知安店） - 虻田郡倶知安町字高砂224-7
- 余市店 - 余市郡余市町栄町44-1
- ジョイック余市 - 余市郡余市町黒川町1088-14

### 渡島（函館）地区
- 美原店 - 函館市美原2丁目7-24
- 駅SiDe店 - 函館市海岸町19-19
- 新道石川店 - 函館市石川町225-4
- 七重浜店 - 北斗市七重浜7丁目10-2
- 江差店 - 檜山郡江差町柳崎町212
- 木古内店 - 上磯郡木古内町新道46-11
- 八雲店 - 二海郡八雲町東雲町17-24（ダイハツ八雲併設）

### 胆振・日高地区
- 室蘭店 - 室蘭市日の出町2丁目33-12
- 伊達店 - 伊達市末永町33-5
- 苫小牧店（旧札幌トヨペットクルマックストマコマイ） - 苫小牧市柳町4丁目19-36
- 澄川店 - 苫小牧市澄川町2丁目1-1
- 富川店 - 沙流郡日高町富川西2丁目1-9

### レクサス
- レクサス藻岩 - 札幌市中央区南30条西11丁目1-10
- レクサス苫小牧 - 苫小牧市拓勇西町8丁目2-86